# Cimetière de Passy
Pour les articles homonymes, voir Passy.
Le cimetière de Passy est un cimetière de Paris, dans le quartier de la Muette du 16e arrondissement.

## Historique

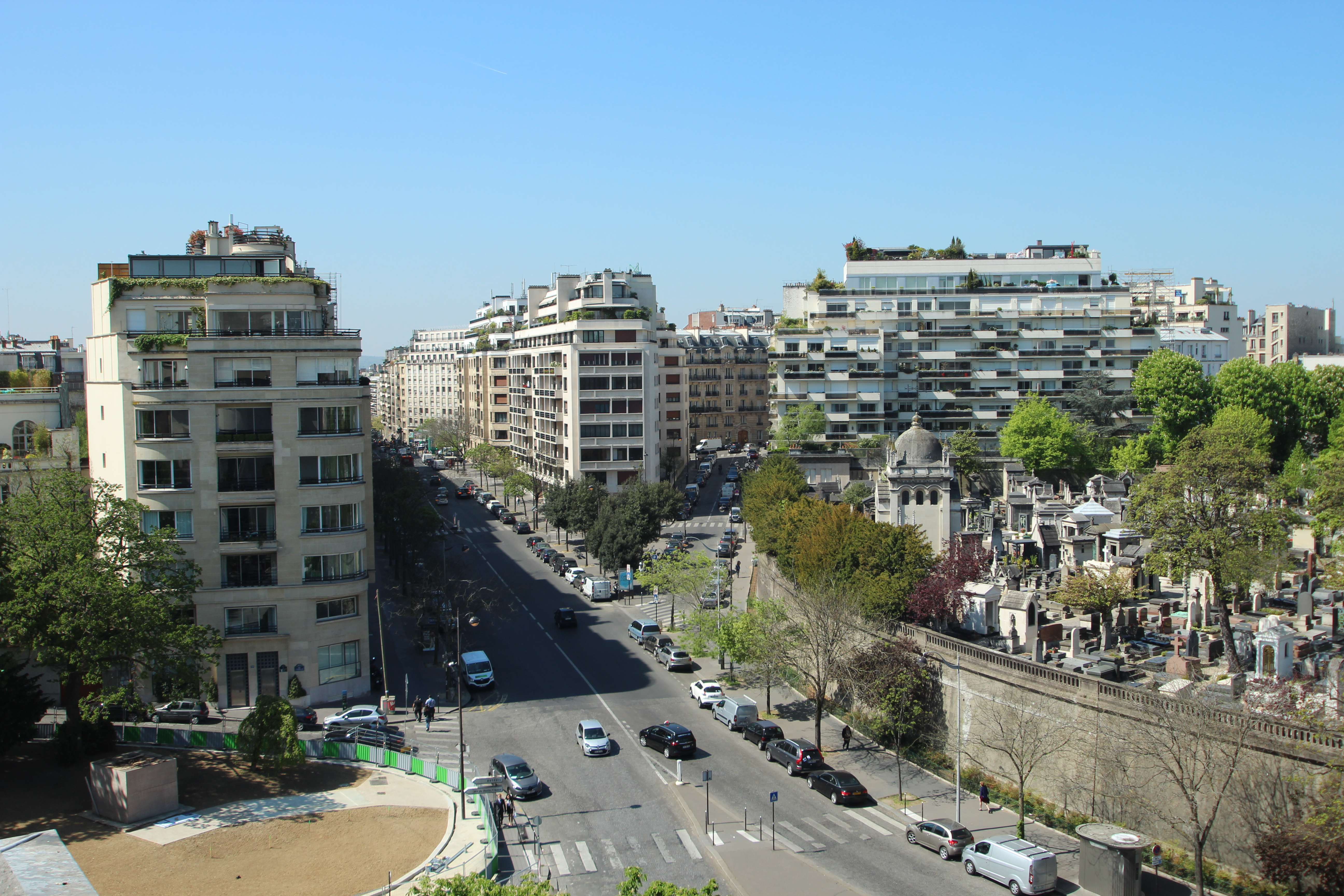
Le cimetière, à droite de l'avenue Paul-Doumer (vue prise depuis le palais de Chaillot).

Au début du XIXe siècle, plusieurs nouveaux cimetières sont créés pour remplacer les anciens de Paris et accompagner l'expansion démographique de la capitale et des communes qui la bordent. En dehors des limites territoriales du Paris d'alors (situées à l'époque au mur des Fermiers généraux) sont établis le cimetière de Montmartre au nord, le cimetière du Père-Lachaise et le cimetière de Belleville à l’est, le cimetière du Montparnasse au sud et le cimetière de Passy à l'ouest.
Remplaçant pour des raisons de salubrité un premier cimetière de la commune de Passy situé au niveau de l'actuelle rue Lekain, le lieu de sépulture est déplacé en 1802. Le terrain, offert par M. Bonneau, se trouve près du boulevard de Longchamp, une voie qui longeait alors le mur des Fermiers généraux et dont une partie forme de nos jours un tronçon de l'avenue Kléber. Couvrant moins de 9 ares, il est agrandi à plusieurs reprises, en 1826, en 1833, en 1846 et en 1854, pour une surface portée à 180 ares. En 1860, le percement de l'avenue de l'Empereur (actuelle avenue Georges-Mandel) le réduit à 174 ares.
En 1860, à la suite de l'annexion de la commune de Passy par Paris, le cimetière tombe sous la juridiction de la ville de Paris.

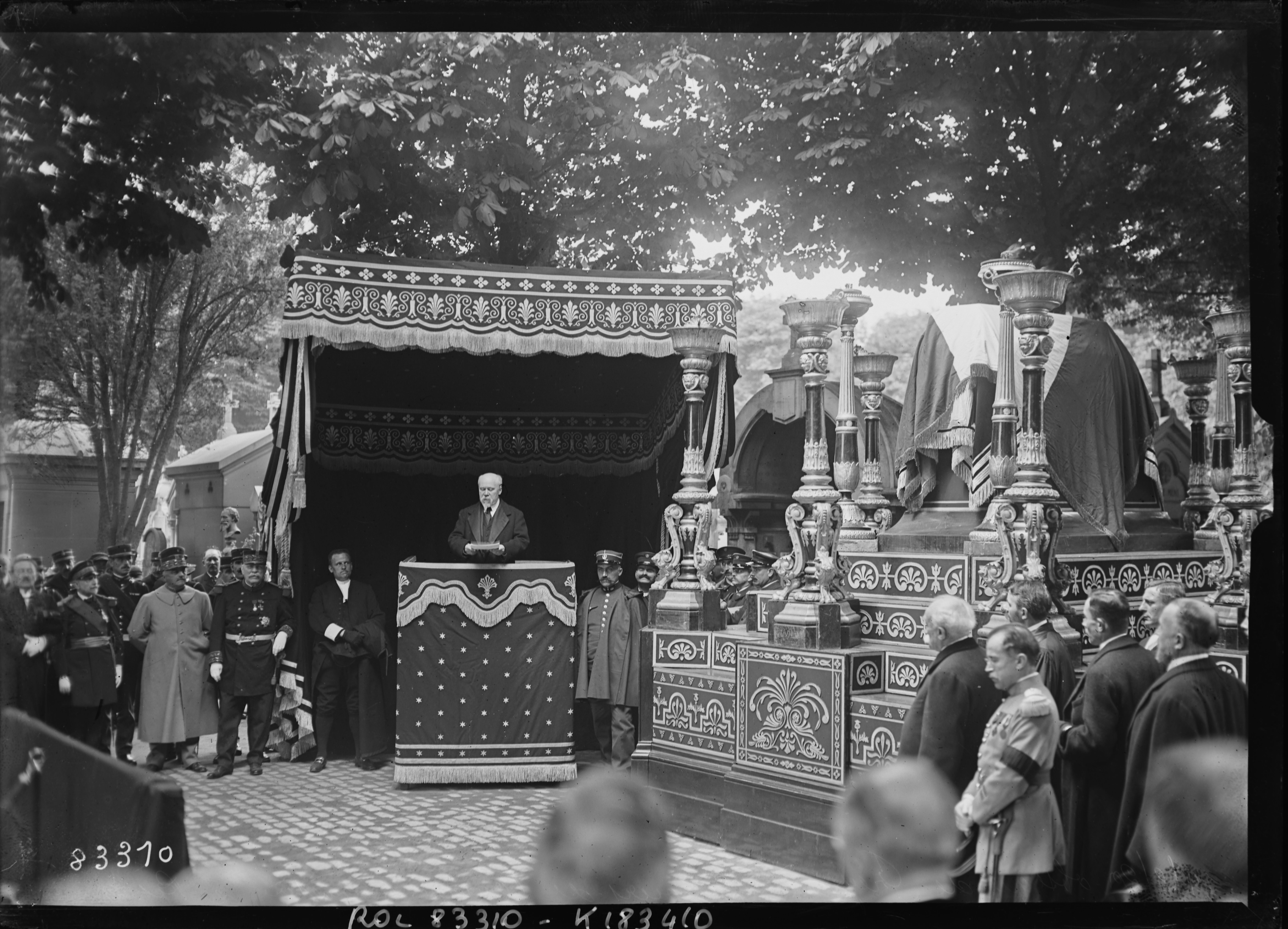
Discours de Raymond Poincaré lors des obsèques de Charles de Freycinet au cimetière de Passy, en 1923.

En 1874, il devient la « nécropole aristocratique » de la capitale, bénéficiant de la proximité des quartiers résidentiels et commerciaux chics de la Rive droite, près de l’avenue des Champs-Élysées, qui se sont lotis aux environs depuis sa création. À partir de cette date, comme pour les autres cimetières de Paris, les concessions y sont soit perpétuelles, soit centenaires.
Entre 1931 et 1936, sur les plans de René-Félix Berger, est érigée l'entrée monumentale de style Art déco donnant sur la rue du Commandant-Schloesing (alors rue des Réservoirs).
En juillet 1953, une pluie diluvienne s'abat sur Paris et provoque l'effondrement du mur contre lequel est installé trois ans plus tard le Monument à la gloire de l'armée française, face à la place du Trocadéro-et-du-11-Novembre. Ce monument aux morts de la Première Guerre mondiale, groupe sculpté réalisé par Paul Landowski, est inauguré en mai 1956.

## Description
Le cimetière de Passy est bordé par l’avenue Georges-Mandel au nord, par la place du Trocadéro-et-du-11-Novembre à l'est, par l’avenue Paul-Doumer au sud-est et enfin par la rue du Commandant-Schloesing au sud. L'accès, unique, se fait par le 2 de cette dernière voie.
De l'extérieur, le cimetière est dominé par l'imposante chapelle funéraire de la peintre et diariste Marie Bashkirtseff, dont la silhouette est visible au début de l'avenue Paul-Doumer.
Il accueille 2 500 tombes. Il est ombragé par 290 arbres de 15 espèces différentes (châtaigniers...) et la tour Eiffel le surplombe depuis la rive opposée de la Seine. Administrativement, le cimetière de Passy est rattaché au cimetière du Montparnasse. En cas de vents ou d'intempéries, il est fermé.

Tombes monumentales
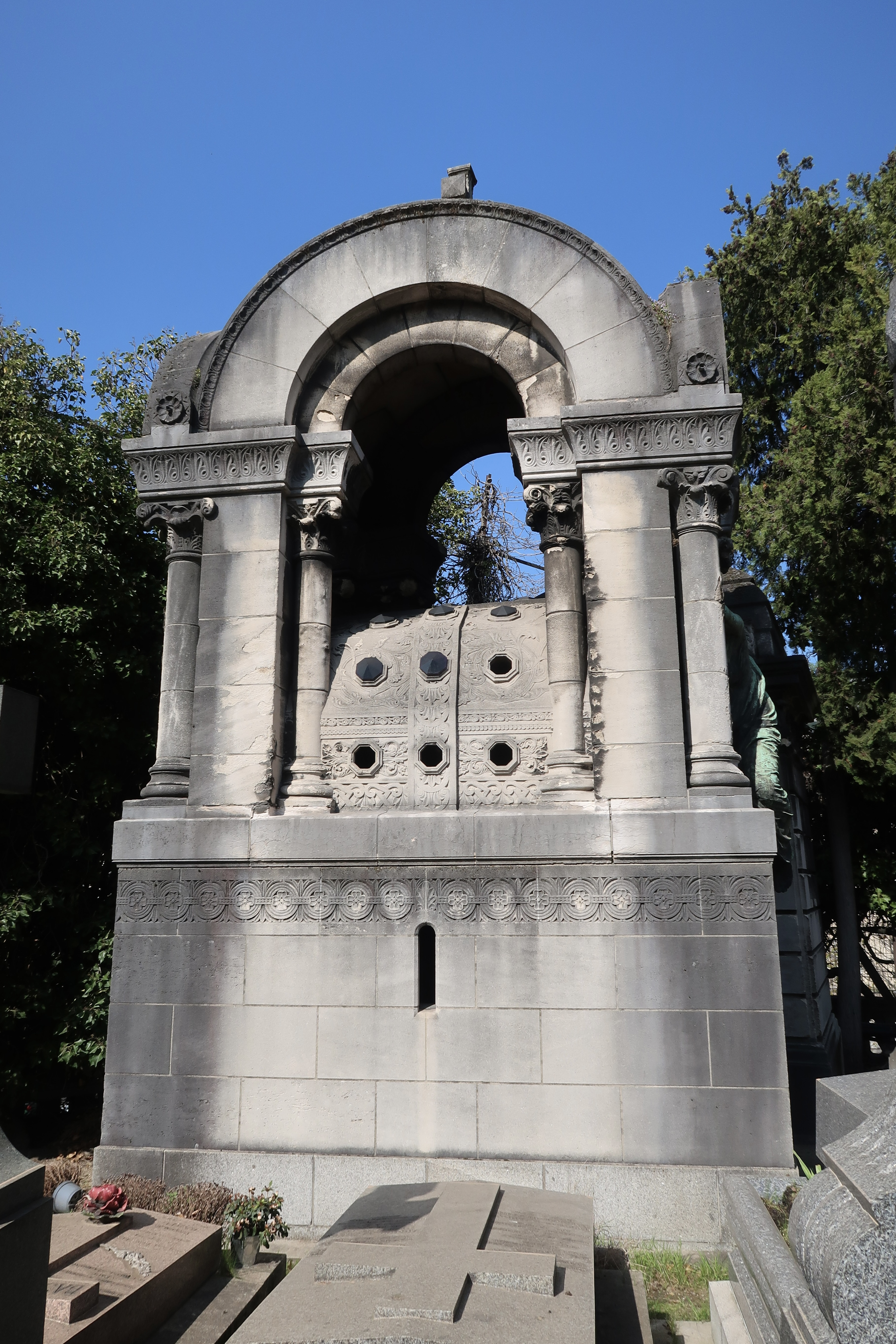
Madrenas y Satorres.
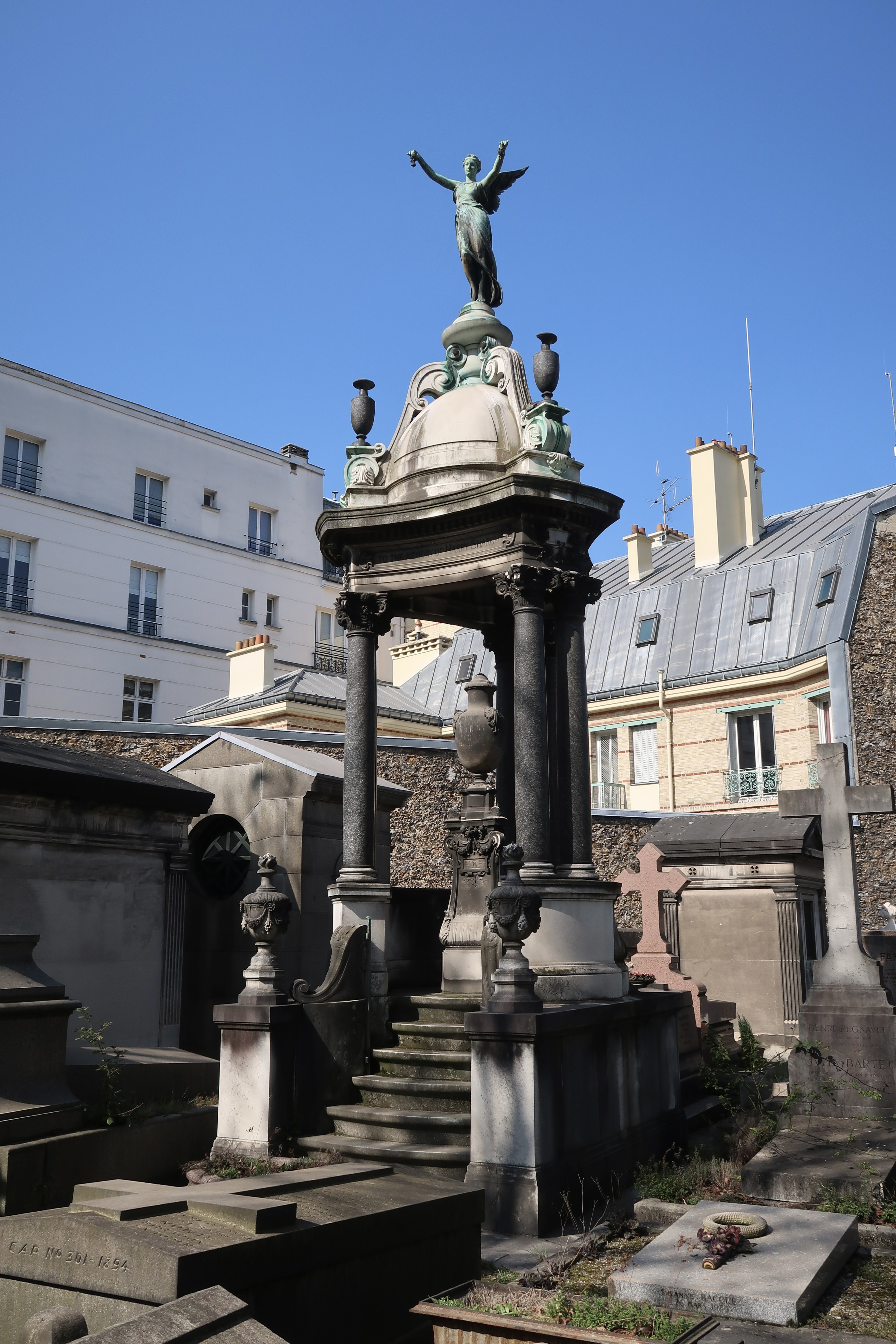
Harry Sharon.
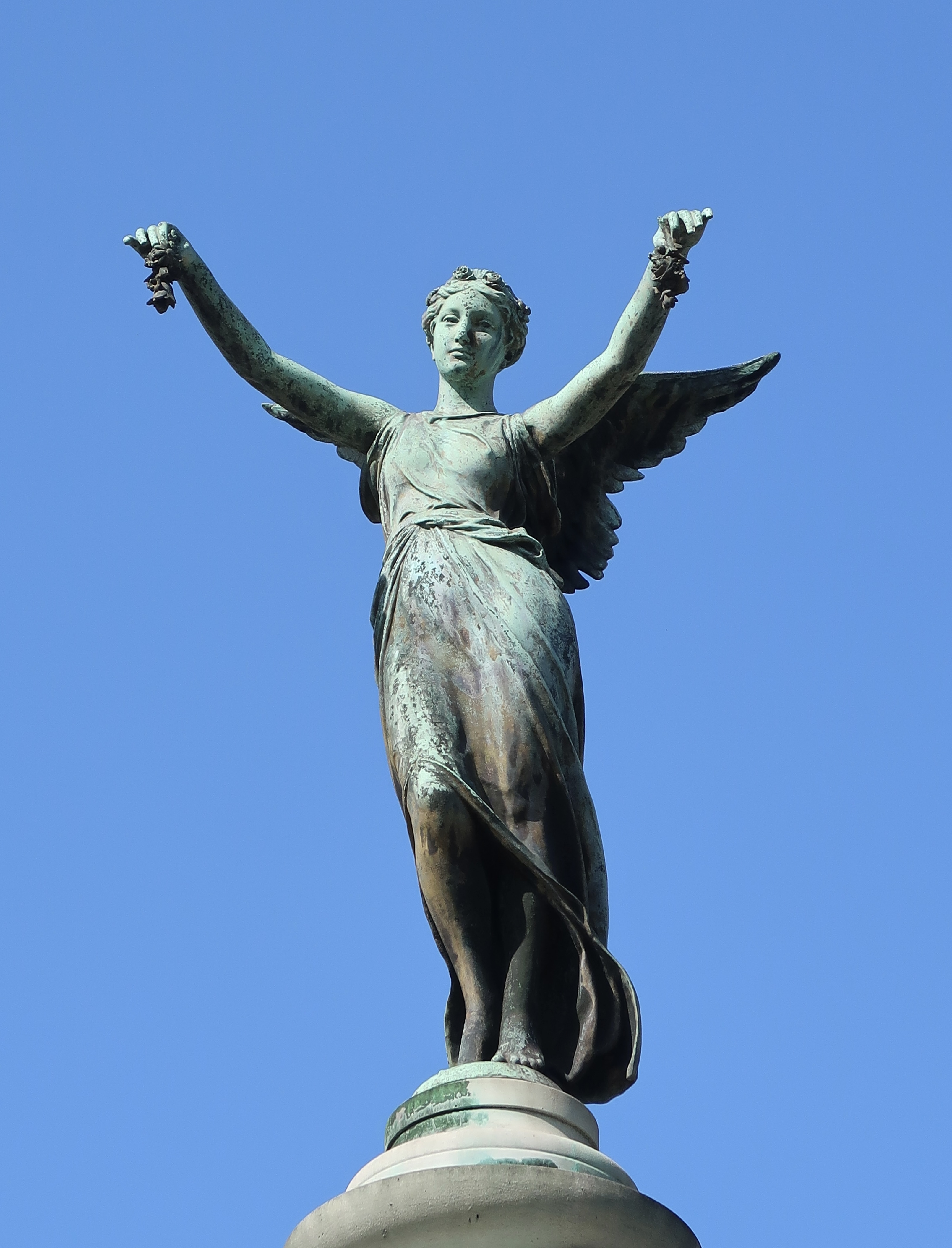
Détail de la statue.

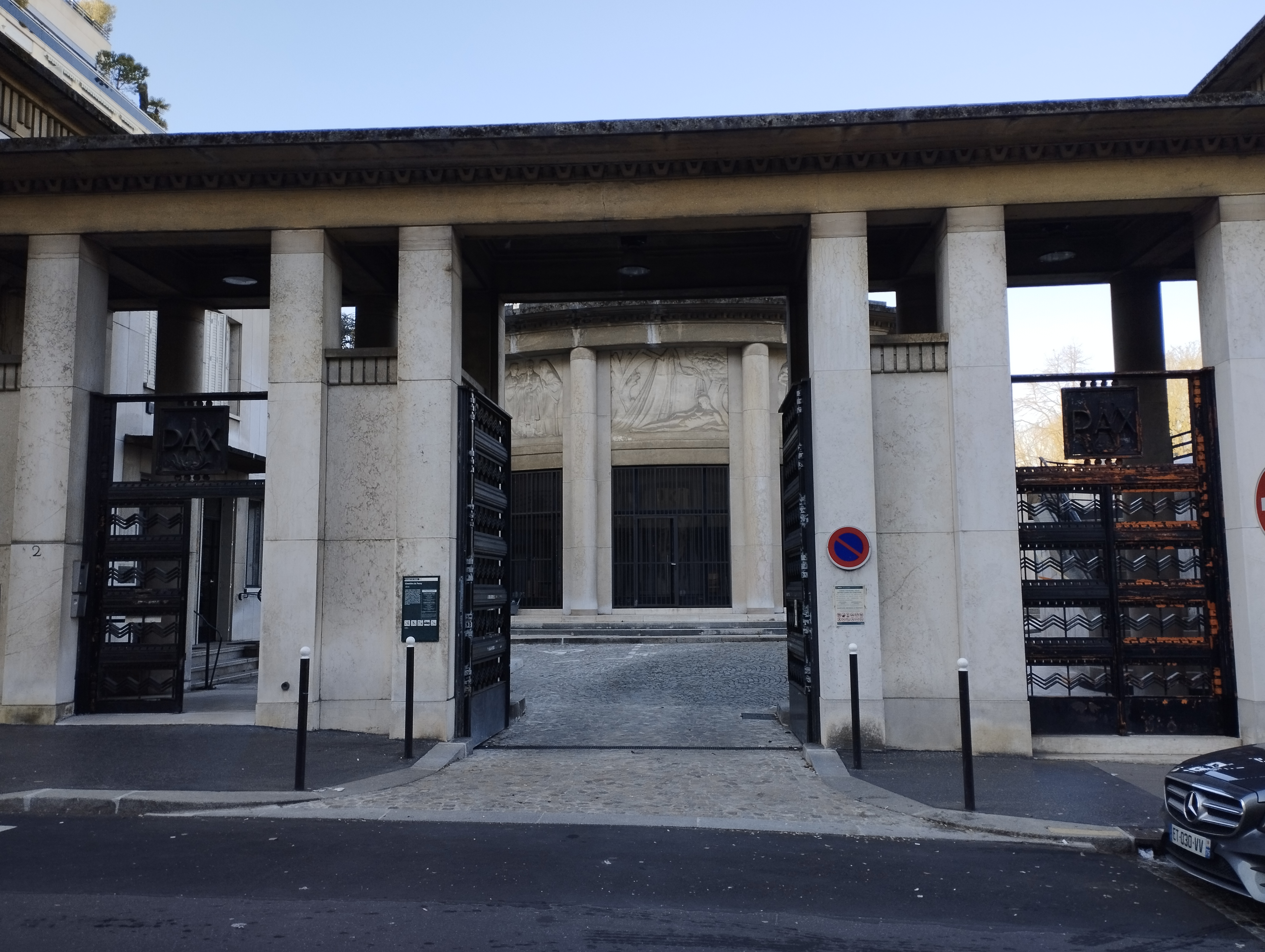
Entrée du cimetière.
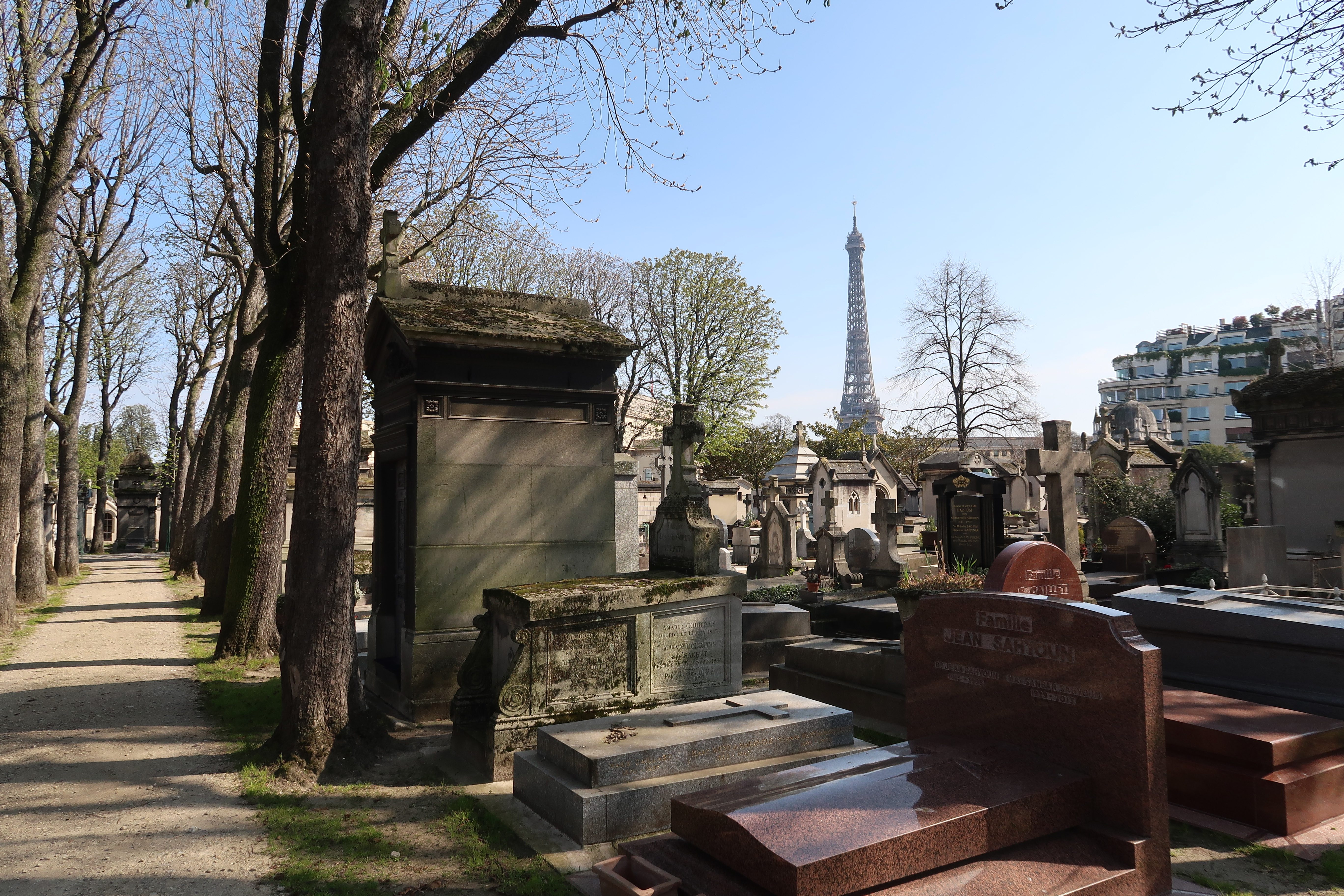
Le cimetière avec la tour Eiffel en arrière-plan.
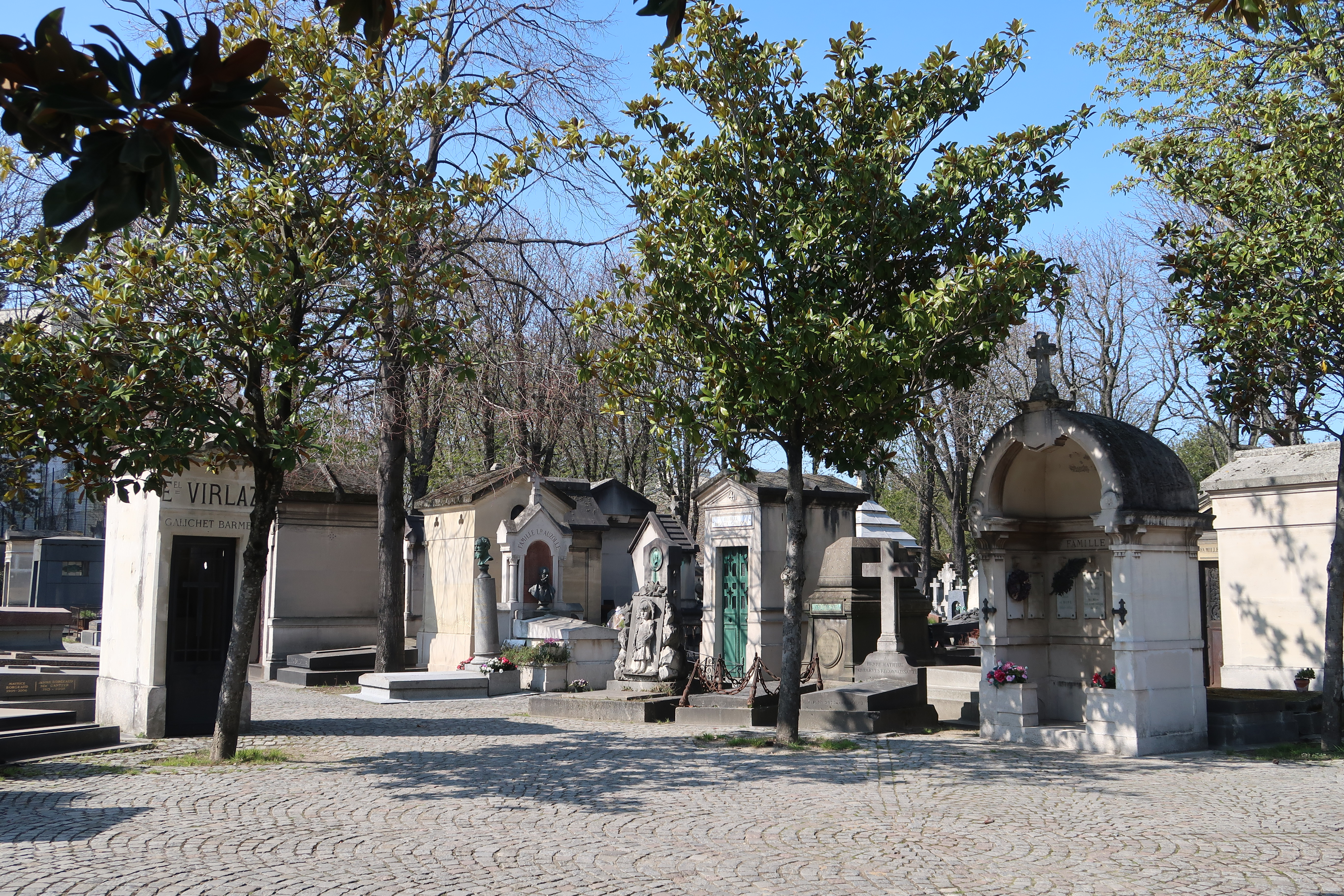
Tombes.
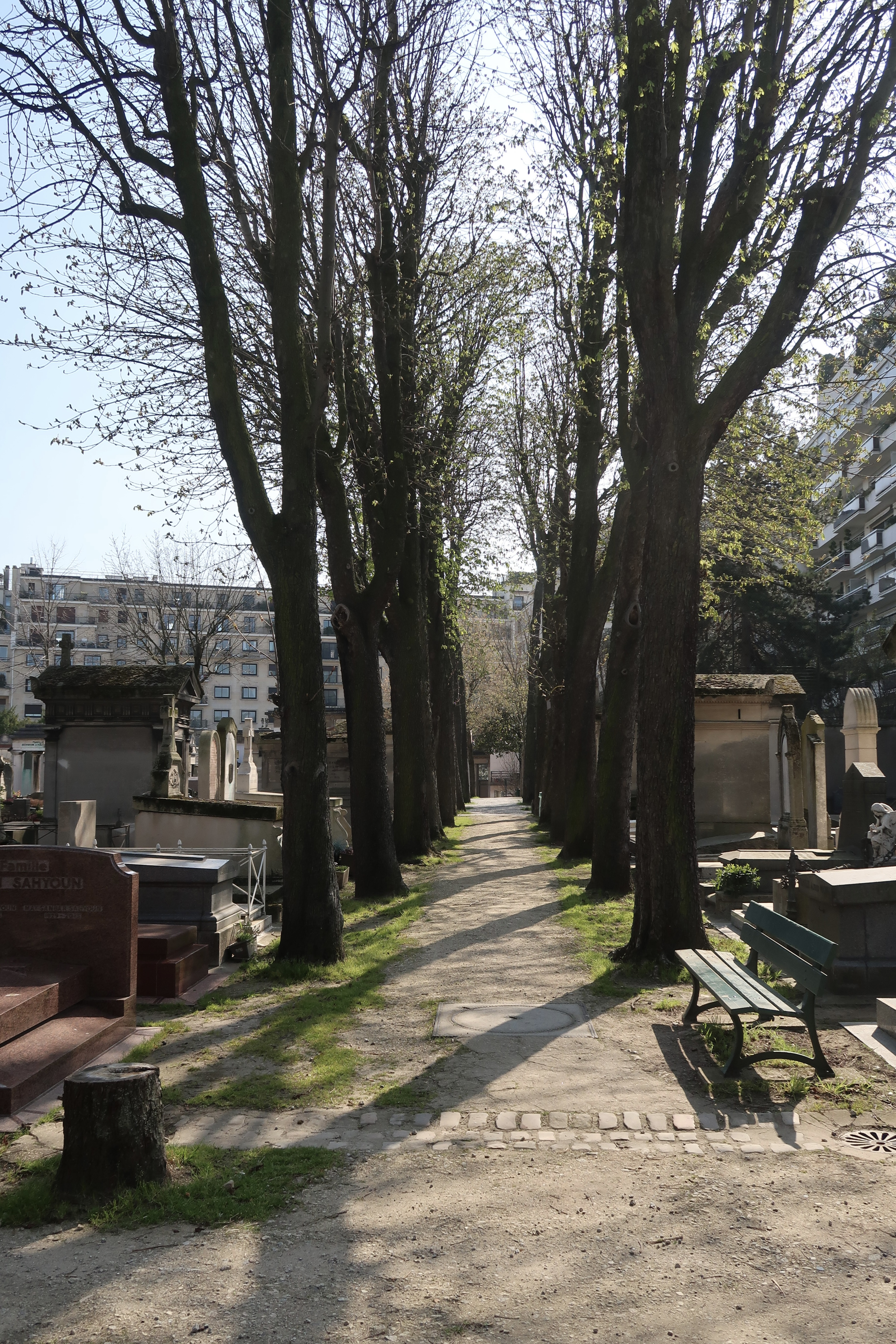
Allée arborée.

## Personnalités inhumées au cimetière
- Haut – A
- B
- C
- D
- E
- F
- G
- H
- I
- J
- K
- L
- M
- N
- O
- P
- Q
- R
- S
- T
- U
- V
- W
- X
- Y
- Z

### A
| Nom                                 | Métier                                                                                 | Division     | Photo |
| ----------------------------------- | -------------------------------------------------------------------------------------- | ------------ | ----- |
| François Albert-Buisson (1881-1961) | entrepreneur, industriel, magistrat consulaire, économiste, homme politique, historien | 9e division  |       |
| Blaise Alexandre (1920-2005)        | officier des Forces françaises libres                                                  | 7e division  |       |
| Ali Amini (1905-1992)               | diplomate et homme politique iranien                                                   | ?            |       |
| Louis Andrieux (1840-1931)          | homme politique                                                                        | 15e division |       |
| Georges Aubert (1869-1933)          | industriel                                                                             | ?            |       |
| Jean-Baptiste Auriol (1806-1881)    | clown français                                                                         | 2e division  |       |

- Haut – A
- B
- C
- D
- E
- F
- G
- H
- I
- J
- K
- L
- M
- N
- O
- P
- Q
- R
- S
- T
- U
- V
- W
- X
- Y
- Z

### B
| Nom                                                                                  | Métier | Division                                                     | Photo |
| ------------------------------------------------------------------------------------ | --- | ------------------------------------------------------------ | ----- |
| Georges Baillet (1848-1935)                                                          | acteur français sociétaire de la Comédie Française | 11e division                                                 |       |
| Bảo Đại (1913-1997)                                                                  | 13e et dernier empereur du Viêt Nam | 3e division                                                  |       |
| Natalie Clifford Barney (1876-1972)                                                  | femme de lettres américaine | 9e division                                                  |       |
| Edmond Barrachin (1900-1975)                                                         | homme politique français | 11e division                                                 |       |
| Jean-Louis Barrault (1910-1994) , enterré avec son épouse l'actrice Madeleine Renaud | acteur français | 3e division                                                  |       |
| Louis-Ernest Barrias (1841-1905)                                                     | sculpteur | 8e division                                                  |       |
| Julia Bartet (1854-1941)                                                             | actrice, surnommée « la Divine Bartet » | 15e division                                                 |       |
| Marie Bashkirtseff (1858-1884)                                                       | peintre | 11e division                                                 |       |
| Claude Beguin-Billecocq (1914-2001)                                                  | ministre plénipotentiaire, officier de liaison du maréchal Montgomery                                                                                           | 9e division                                                  |       |
| Maurice Bellonte (1896-1984)                                                         | aviateur | 12e division                                                 |       |
| James Gordon Bennett Jr (1841-1918)                                                  | propriétaire du New York Herald, fondateur de l'International Herald Tribune                                                                                    | 14e division Chapelle anonyme (chouette sur le fronton)      |       |
| Pierre de Bénouville (1914-2001)                                                     | résistant, homme politique et écrivain | ?                                                            |       |
| Tristan Bernard (1866-1947)                                                          | écrivain | 10e division                                                 |       |
| Antoine Bernheim (1924-2012)                                                         | homme d'affaires, banquier, administrateur et président groupe d'assurances Generali                                                                            | 14e division                                                 |       |
| Pierre-Antoine Bernheim (1952-2011)                                                  | historien des religions | 14e division                                                 |       |
| Robert de Billy (1869-1953)                                                          | ami de Proust, diplomate au Japon où il succède à Paul Claudel, ambassadeur de France                                                                           | 15e division                                                 |       |
| Sébastien Birgy dit « Perquit » (1768-1856)                                          | général et baron d'Empire | division ?                                                   |       |
| Antoine Émile Blanche (1820-1893)                                                    | psychiatre français, père de Jacques-Émile Blanche | 2e division                                                  |       |
| Jacques-Émile Blanche (1861-1942)                                                    | peintre français, fils de Antoine Émile Blanche | 2e division                                                  |       |
| Julie Bienvenüe (1860-1950)                                                          | petite-cousine de l'inventeur du métro Fulgence Bienvenüe et femme du maréchal Foch                                                                             | 15e division                                                 |       |
| Georges Bonnefous (1867-1956)                                                        | homme politique | 4e division                                                  |       |
| Édouard Bonnefous (1907-2007)                                                        | homme politique | 4e division                                                  |       |
| Gabriel Bouffet (1851-1910)                                                          | préfet et conseiller d'État | 15e division                                                 |       |
| Jean Bouffet (1882-1940)                                                             | général mort pour la France | 15e division                                                 |       |
| Édouard Bourdet (1887-1945)                                                          | auteur dramatique français, administrateur de la Comédie-Française                                                                                              | 13e division                                                 |       |
| Raymond Bourgine (1925-1990)                                                         | patron de presse et sénateur | 14e division                                                 |       |
| Jehan de Bouteiller (1840-1885)                                                      | homme politique. Le médaillon de sa tombe a été réalisé par Auguste Rodin                                                                                       | ?                                                            |       |
| Francis Bouygues (1922-1993)                                                         | fondateur du groupe de BTP Bouygues | 4e division                                                  |       |
| Isabella Eugénie Boyer (1841-1904)                                                   | épouse illégitime d'Isaac Merritt Singer. Elle apparaît en médaillon blanc au fronton et en statue de marbre (buste) à l'intérieur d'une belle chapelle anonyme | 1re division, le long du mur                                 |       |
| René Boylesve (1867-1926)                                                            | écrivain, académicien | 9e division                                                  |       |
| Henri Bernstein (1876-1953)                                                          | dramaturge français | 11e division                                                 |       |
| Marthe Brandès (1862-1930)                                                           | comédienne française sociétaire de la Comédie Française | 15e division                                                 |       |
| Princesse Brassova (1880-1952)                                                       | femme du grand-duc Michel de Russie, frère de l'empereur Nicolas II                                                                                             | 9e division                                                  |       |
| Comte Georges Brassov (1910-1931)                                                    | fils du grand-duc Michel de Russie et de la princesse Brassova enterré avec sa mère                                                                             | 9e division                                                  |       |
| Béatrice Bretty (1893-1982)                                                          | actrice | 9e division                                                  |       |
| Philippe Bunau-Varilla (1858-1940)                                                   | ingénieur en chef du canal de Panama | 9e division, chapelle avec son buste en pierre à l'intérieur |       |

- Haut – A
- B
- C
- D
- E
- F
- G
- H
- I
- J
- K
- L
- M
- N
- O
- P
- Q
- R
- S
- T
- U
- V
- W
- X
- Y
- Z

### C
| Nom                                                  | Métier                                                                                                | Division                                                                         | Photo |
| ---------------------------------------------------- | --- | -------------------------------------------------------------------------------- | ----- |
| Raphaël Cahen d'Anvers (1841-1900)                   | banquier, et sa famille                                                                               | 8e division                                                                      |       |
| Alphonse de Calonne (1818-1902)                      | publiciste et homme de lettres                                                                        | 1re division                                                                     |       |
| Gustave Canet (1846-1908)                            | ingénieur, inventeur du canon Canet                                                                   | ?                                                                                |       |
| Jacques Carlu (1890-1976)                            | architecte                                                                                            | 9e division                                                                      |       |
| (Georges Léon) Jean Carlu (1900-1997) avec son frère | affichiste                                                                                            | 9e division                                                                      |       |
| Christian de La Croix de Castries (1902-1991)        | général à Dien-Bien-Phu                                                                               | 10e division                                                                     |       |
| Cécile Chaminade (1857-1944)                         | compositrice et pianiste                                                                              | 13e division                                                                     |       |
| Henri Chapron (1886-1978)                            | carrossier automobile                                                                                 | ?                                                                                |       |
| Théophile-Narcisse Chauvel (1831-1909)               | peintre graveur                                                                                       | 14e division                                                                     |       |
| Jean Chiappe (1878-1940)                             | homme politique et administrateur français                                                            | 8e division (cénotaphe)                                                          |       |
| Pierre-Louis-Napoléon Chernoviz (1812-1881)          | médecin de la fièvre jaune à Rio de Janeiro                                                           | 3e division                                                                      |       |
| Antoni Cierplikowski (1884-1976)                     | coiffeur et homme d'affaires                                                                          | 10e division, essentiellement cénotaphe, avec notamment des peignes sur la dalle |       |
| Ernest Cognacq (1839-1928)                           | cofondateur avec sa femme des magasins de la Samaritaine, enterré avec sa femme Marie-Louise Jaÿ      | 6e division                                                                      |       |
| Louise de Coligny-Châtillon (1881-1963)              | aviatrice française, grande amoureuse de Guillaume Apollinaire, laquelle lui inspira les Poèmes à Lou | ?                                                                                |       |
| Henri Coulonges (1936-2023)                          | romancier                                                                                             | ?                                                                                |       |
| Dieudonné Costes (1892-1973)                         | aviateur                                                                                              | 2e division                                                                      |       |
| Francis de Croisset (1877-1937)                      | auteur dramatique français                                                                            | 15e division                                                                     |       |

- Haut – A
- B
- C
- D
- E
- F
- G
- H
- I
- J
- K
- L
- M
- N
- O
- P
- Q
- R
- S
- T
- U
- V
- W
- X
- Y
- Z

### D
| Nom                                                          | Métier | Division                                          | Photo |
| ------------------------------------------------------------ | --- | ------------------------------------------------- | ----- |
| Emmanuelle de Dampierre (1913-2012)                          | « duchesse d'Anjou et de Ségovie », première épouse de Jacques-Henri de Bourbon, prétendant au trône de France | 15e division                                      |       |
| Marcel Dassault (1892-1986)                                  | constructeur d'avions                                                                                          | 8e division                                       |       |
| Serge Dassault (1925-2018) avec son père                     | industriel | 8e division                                       |       |
| Olivier Dassault (1951-2021) avec son père et son grand-père | homme d'affaires et homme politique                                                                            | 8e division                                       |       |
| Édouard Debat-Ponsan (1847-1913)                             | peintre connu pour La Vérité sortant du puits                                                                  | 13e division, et non 11e                          |       |
| Claude Debussy (1862-1918)                                   | compositeur | 14e division                                      |       |
| René Delame (1861-1943)                                      | peintre et industriel                                                                                          | 10e division                                      |       |
| Paul-Louis Delance (1848-1924)                               | peintre | 4e division                                       |       |
| Famille Delessert                                            | famille de banquiers d'origine suisse                                                                          | 6e division un tombeau couvrant trois concessions |       |
| Étienne Delessert (1735-1816)                                | banquier | 6e division                                       |       |
| Benjamin Delessert (1773-1847)                               | banquier, industriel et homme politique                                                                        | 6e division                                       |       |
| François Delessert (1780-1868)                               | banquier et homme politique                                                                                    | 6e division                                       |       |
| Gabriel Delessert (1786-1858)                                | préfet de Paris de 1836 à 1848 et son épouse Valentine de Laborde (1806-1894), salonnière                      | 6e division                                       |       |
| François Benjamin Marie Delessert (1817-1868)                | banquier et homme politique                                                                                    | 6e division                                       |       |
| Édouard Delessert (1828-1898)                                | peintre, archéologue et photographe                                                                            | 6e division                                       |       |
| Maxime Dethomas (1867-1929)                                  | dessinateur, peintre et décorateur français                                                                    | 11e division                                      |       |
| Ghislaine Dommanget (1900-1991)                              | princesse de Monaco, épouse du prince Louis II                                                                 | 9e division                                       |       |
| Mathieu Dreyfus (1857-1930)                                  | frère et défenseur du capitaine                                                                                | 15e division                                      |       |
| Michel Droit (1923-2000)                                     | romancier et journaliste                                                                                       | 11e division                                      |       |
| Jean Drucker (1941-2003)                                     | énarque (promotion Turgot), pionnier de l’audiovisuel français                                                 | 8e division                                       |       |

- Haut – A
- B
- C
- D
- E
- F
- G
- H
- I
- J
- K
- L
- M
- N
- O
- P
- Q
- R
- S
- T
- U
- V
- W
- X
- Y
- Z

### F
| Nom                                             | Métier                                                     | Division      | Photo |
| ----------------------------------------------- | ---------------------------------------------------------- | ------------- | ----- |
| Achille Fanien (1827-1915)                      | homme politique                                            | 8e division   |       |
| Henri Farman (1874-1958)                        | pionnier de l'aviation                                     | 10e division  |       |
| Edgar Faure (1908-1988)                         | homme politique français, Président du Conseil             | 10e division  |       |
| Lucie Faure (1908-1977) épouse d'Edgar Faure    | femme de lettres, romancière, directrice de revue          | 10e division  |       |
| Gabriel Fauré (1845-1924) avec Emmanuel Frémiet | compositeur                                                | 15e division) |       |
| Antoine Sulpice Fauvel (d) (1813-1884)          | médecin, spécialiste du choléra                            | 11e division  |       |
| Hervé Faye (1814-1902)                          | astronome                                                  | 4e division   |       |
| Fernand Contandin dit Fernandel (1903-1971)     | acteur                                                     | 1re division  |       |
| Jean Camille Formigé (1845-1926)                | architecte                                                 | 15e division  |       |
| Emmanuel Frémiet (1824-1910) avec Gabriel Fauré | sculpteur                                                  | 15e division  |       |
| Dominique Frémy (1931-2008)                     | homme de lettres, éditeur, créateur de l'encyclopédie Quid | 2e division   |       |
| Roger Frey (1913-1997)                          | homme politique                                            | 10e division  |       |
| Charles de Freycinet (1828-1923)                | homme politique et ingénieur                               | 15e division  |       |

- Haut – A
- B
- C
- D
- E
- F
- G
- H
- I
- J
- K
- L
- M
- N
- O
- P
- Q
- R
- S
- T
- U
- V
- W
- X
- Y
- Z

### G
| Nom                                                 | Métier                                                                          | Division                                                              | Photo                                     |
| --------------------------------------------------- | ------------------------------------------------------------------------------- | --------------------------------------------------------------------- | ----------------------------------------- |
| Maurice Gamelin (1872-1958)                         | officier militaire                                                              | 2e division                                                           |                                           |
| Loulou Gasté (1908-1995)                            | compositeur français                                                            | 10e division                                                          |                                           |
| Maurice Genevoix (1890-1980)                        | romancier-poète                                                                 | 12e division                                                          | Transféré au Panthéon le 11 novembre 2020 |
| Maximilien Simon Genteur (1815-1882)                | avocat, maire d'Orléans puis haut-fonctionnaire du Second Empire                | 2e division                                                           |                                           |
| Rosemonde Gérard (1866-1953)                        | écrivain                                                                        | 10e division                                                          |                                           |
| Léon Geoffray (1852-1927)                           | ambassadeur                                                                     | ?                                                                     |                                           |
| Virgil Gheorghiu (1916-1992)                        | écrivain                                                                        | 9e division                                                           |                                           |
| André Gillois (1902-2004)                           | écrivain, animateur radio, résistant aux côtés du général de Gaulle             | ?                                                                     |                                           |
| Jean Giraudoux (1882-1944)                          | écrivain                                                                        | 9e division angle Doumer-Trocadéro                                    |                                           |
| Hubert de Givenchy (1927-2018)                      | collectionneur d'art, grand couturier, designer, dessinateur de timbres         | 2e division                                                           |                                           |
| Claude Goasguen (1945-2020)                         | homme politique français, député-maire du 16e arrondissement de Paris           | ?                                                                     |                                           |
| Jacques Goddet (1905-2000)                          | journaliste sportif                                                             | 12e division                                                          |                                           |
| Anna Gould (1875-1961)                              | duchesse de Talleyrand et princesse de Sagan, avec Hélie de Talleyrand-Périgord | 11e division partie basse. En sous-sol.                               |                                           |
| Robert Grandseigne (1885-1961)                      | aviateur, premier vol de nuit à Paris en 1911                                   | 9e division juste à côté de Giraudoux                                 |                                           |
| Pierre-François Pascal Guerlain (1798-1864)         | créateur de la marque des parfums Guerlain                                      | 10e division, dalle                                                   |                                           |
| Jacques Guerlain (1874-1963)                        | industriel, créateur de parfum, petit-fils de Pierre-François-Pascal            | 13e division, en montant l'allée à droite, chapelle                   |                                           |
| Arlette Gueudet (1919-2012) veuve de Robert Gueudet | présidente du Groupe Gueudet pendant 30 ans                                     | 10e division                                                          |                                           |
| Paul Guillaume (1891-1934)                          | , marchand et collectionneur d’art moderne                                      | 13e division Beau monument anonyme, le premier quand on monte l'allée |                                           |

- Haut – A
- B
- C
- D
- E
- F
- G
- H
- I
- J
- K
- L
- M
- N
- O
- P
- Q
- R
- S
- T
- U
- V
- W
- X
- Y
- Z

### H
| Nom                            | Métier | Division     | Photo |
| ------------------------------ | --- | ------------ | ----- |
| Amand Pierre Harel (1836-1885) | sculpteur | 11e division |       |
| Gabriel Hanotaux (1853-1944)   | diplomate et historien | 15e division |       |
| Faustin Hélie (1799-1884)      | magistrat, jurisconsulte, membre de l’Académie des sciences morales et politiques - section de la législation, vice-président du Conseil d'État. Ce fut l'un des plus grands commentateurs du Code d'instruction criminelle | 10e division |       |
| Jane Henriot (1878-1900)       | comédienne | 15e division |       |
| Paul Hervieu (1857-1915)       | écrivain | 15e division |       |
| Jeanne Hugo (1869-1941)        | petite-fille de Victor Hugo, épouse en secondes noces de Jean-Baptiste Charcot | 14e division |       |
| Robert Hersant (1920-1996)     | éditeur de presse et homme politique | 9e division  |       |
| Charles Huntziger (1880-1941)  | général, signa l'armistice du 22 juin 1940 à Rethondes | 9e division  |       |

- Haut – A
- B
- C
- D
- E
- F
- G
- H
- I
- J
- K
- L
- M
- N
- O
- P
- Q
- R
- S
- T
- U
- V
- W
- X
- Y
- Z

### I
| Nom                       | Métier                                          | Division     | Photo |
| ------------------------- | ----------------------------------------------- | ------------ | ----- |
| Jacques Ibert (1890-1962) | compositeur                                     | 12e division |       |
| Marcel Ichac (1906-1994)  | cinéaste, photographe, explorateur et alpiniste | 1re division |       |

- Haut – A
- B
- C
- D
- E
- F
- G
- H
- I
- J
- K
- L
- M
- N
- O
- P
- Q
- R
- S
- T
- U
- V
- W
- X
- Y
- Z

### J
| Nom                          | Métier | Division                            | Photo |
| ---------------------------- | --- | ----------------------------------- | ----- |
| Michel Jaouen (1920-2016)    | prêtre jésuite célèbre pour son investissement auprès de jeunes toxicomanes, réadaptés par des croisières de longue durée sur des navires à voile                                                                                          | 14e division sépulture des jésuites |       |
| André Japy (1904-1974)       | aviateur, pionnier de longs parcours | 8e division                         |       |
| Marie-Louise Jaÿ (1838-1925) | cofondatrice avec son mari des magasins de la Samaritaine, enterrée avec son mari Ernest Cognacq | 6e division                         |       |
| Denis Jourdanet (1815-1892)  | médecin et physiologiste français connu pour ses études du mal d'altitude et de l'hypoxie, enterré avec sa veuve Juana de Beistegui, Madame Dano et son beau-frère Alphonse Dano (1818-1893), ancien ministre pléni-potentiaire au Mexique | ?                                   |       |

- Haut – A
- B
- C
- D
- E
- F
- G
- H
- I
- J
- K
- L
- M
- N
- O
- P
- Q
- R
- S
- T
- U
- V
- W
- X
- Y
- Z

### K
| Nom                              | Métier                                                                            | Division     | Photo |
| -------------------------------- | --------------------------------------------------------------------------------- | ------------ | ----- |
| Maurice Kaouza (1911-1986)       | résistant, Compagnon de la Libération, député                                     | ?            |       |
| Alice Kaub-Casalonga (1875-1948) | artiste-peintre                                                                   | 9e division  |       |
| Mathilde Kindt (1833-1886)       | femme de lettres belge, grand-mère de Robert Mallet-Stevens, qui repose avec elle | 11e division |       |

- Haut – A
- B
- C
- D
- E
- F
- G
- H
- I
- J
- K
- L
- M
- N
- O
- P
- Q
- R
- S
- T
- U
- V
- W
- X
- Y
- Z

### L
| Nom                                                                       | Métier | Division     | Photo |
| ------------------------------------------------------------------------- | --- | ------------ | ----- |
| Rosine Laborde (1824-1907)                                                | artiste lyrique et professeure de chant                                                                                              | 11e division |       |
| Alfred Lang-Willar (1875-1932)                                            | homme d'affaires international | 11e division |       |
| Emmanuel de Las Cases (1766-1842)                                         | l'auteur du Mémorial de Sainte-Hélène                                                                                                | 9e division  |       |
| Désiré François Laugée (1823-1896) et son fils Georges Laugée (1853-1937) | peintres | 1re division |       |
| André Laval (?-1926)                                                      | industriel marseillais époux de Liane Degaby (1867-1948) artiste de music-hall                                                       | ?            |       |
| Hector-Martin Lefuel (1810-1880)                                          | architecte | 7e division  |       |
| Georges Lesieur (1848-1931)                                               | créateur de l'entreprise d'huiles Lesieur                                                                                            | 15e division |       |
| Jacques Lestrille (1904-1985)                                             | artiste peintre | 10e division |       |
| Yves Le Trocquer (1877-1938)                                              | ancien ministre, sénateur | 13e division |       |
| Gustave Leven (1894-2008)                                                 | fondateur du groupe Perrier | 2e division  |       |
| Paul Lévy (1876-1960)                                                     | journaliste et patron de presse | 10e division |       |
| Thierry Lévy (1945-2017)                                                  | avocat, fils du précédent | 10e division |       |
| Alphonse Loubat (1799-1866)                                               | inventeur du rail à ornière (ou rail en « U ») utilisé par le tramway et pionnier de l’installation du tramway hippomobile en France | 1re division |       |
| Joseph Florimond Loubat, dit « duc de Loubat » (1831-1927)                | philanthrope franco-américain, fils d’Alphonse Loubat                                                                                | ?            |       |
| Charles Luizet (1903-1947)                                                | préfet de police de Paris | 9e division  |       |

- Haut – A
- B
- C
- D
- E
- F
- G
- H
- I
- J
- K
- L
- M
- N
- O
- P
- Q
- R
- S
- T
- U
- V
- W
- X
- Y
- Z

### M
| Nom | Métier                                                                           | Division                                                                              | Photo |
| --- | -------------------------------------------------------------------------------- | ------------------------------------------------------------------------------------- | ----- |
| Albéric Magnard (1865-1914) , enterré avec son père, le journaliste Francis Magnard, et sa fille, l'artiste peintre Ondine Magnard-Vlac | compositeur                                                                      | 1re division                                                                          |       |
| Robert Mallet-Stevens (1886-1945) | architecte et designer français                                                  | 11e division) Famille Mallet depuis 1886. Tombe proche de celle de Marie Bashkirtseff |       |
| Georges Mandel (1885-1944) | homme politique assassiné par la Milice française                                | 9e division                                                                           |       |
| Édouard Manet (1832-1883) | peintre, enterré avec sa femme, son frère Eugène et sa belle-sœur Berthe Morisot | 4e division                                                                           |       |
| Julie Manet-Rouart (1878-1966) enterrée avec son mari, le peintre Ernest Rouart (1874-1942)                                             | peintre, fille de Berthe Morisot et d'Eugène Manet                               | 13e division                                                                          |       |
| Hippolyte Marinoni (1823-1904) | créateur et patron de presse                                                     | 7e division Imposante chapelle                                                        |       |
| Philippe Marlaud (1959-1981) | acteur                                                                           | ?                                                                                     |       |
| Louis-Alexandre Marnier-Lapostolle (1857-1930)                                                                                          | homme d'affaires, créateur de la liqueur Grand Marnier                           | 12e division                                                                          |       |
| Yves Martin (1936-1999) | poète                                                                            | ?                                                                                     |       |
| Georges Mathieu (1921-2012) | peintre                                                                          | ?                                                                                     |       |
| Jules Melchior (1844-1908) | vice-amiral, membre du Conseil supérieur de la Marine                            | ?                                                                                     |       |
| André Messager (1853-1929) | compositeur, chef d'orchestre, directeur de l'opéra Garnier                      | 15e division                                                                          |       |
| Joseph-François Michaud (1767-1839) | historien et pamphlétaire français, membre de l'Académie française en 1813       | 2e division                                                                           |       |
| Alexandre Millerand (1859-1943) | président de la République française                                             | 15e division                                                                          |       |
| Octave Mirbeau (1848-1917) | journaliste, critique d'art, écrivain                                            | 2e division                                                                           |       |
| Berthe Morisot (1841-1895), enterrée avec son mari Eugène Manet (1832-1892) et son beau-frère Édouard Manet                             | peintre                                                                          | 4e division                                                                           |       |
| Claude Mulot (1942-1986) | réalisateur et scénariste                                                        | 15e division                                                                          |       |

- Haut – A
- B
- C
- D
- E
- F
- G
- H
- I
- J
- K
- L
- M
- N
- O
- P
- Q
- R
- S
- T
- U
- V
- W
- X
- Y
- Z

### N
| Nom                              | Métier | Division                             | Photo |
| -------------------------------- | --- | ------------------------------------ | ----- |
| Yves Nat (1890-1956)             | pianiste                                                                                                  | 9e division                          |       |
| Robert Nivelle (1856-1924)       | général                                                                                                   | 10e division transféré aux Invalides |       |
| Togroul Narimanbekov (1930-2013) | fut un peintre devenu artiste du peuple de l'Azerbaïdjan en 1967 puis artiste du peuple de l'URSS en 1989 | ?                                    |       |

- Haut – A
- B
- C
- D
- E
- F
- G
- H
- I
- J
- K
- L
- M
- N
- O
- P
- Q
- R
- S
- T
- U
- V
- W
- X
- Y
- Z

### P
| Nom                                                              | Métier                                                                                      | Division     | Photo |
| ---------------------------------------------------------------- | ------------------------------------------------------------------------------------------- | ------------ | ----- |
| Farideh Diba (1920-2000), et princesse Leila Pahlavi (1970-2001) | mère et fille de Farah Pahlavi, impératrice d'Iran                                          | 2e division  |       |
| Évelyne Pagès (1942-2011)                                        | animatrice de radio et télévision                                                           | 10e division |       |
| Maurice Paléologue (1859-1944)                                   | diplomate, historien et essayiste français                                                  | 10e division |       |
| Gaston Palewski (1901-1984) avec Anna Gould                      | homme politique français                                                                    | 11e division |       |
| Jean Patou (1887-1936)                                           | créateur de mode et de parfum                                                               | 10e division |       |
| François Périer (1919-2002)                                      | acteur, enterré avec la comédienne Réjane, grand-mère de sa seconde épouse Jacqueline Porel | 8e division  |       |
| Léon Perrault (1832-1908)                                        | peintre                                                                                     | 7e division  |       |
| Marc Pincherle (1888-1974)                                       | musicologue, critique musical et collectionneur                                             | 3e division  |       |
| Marc Porel (1949-1983)                                           | acteur, enterré avec Réjane et Francois Perrier                                             | 8e division  |       |
| Charles Prévet (1852-1914)                                       | homme politique                                                                             | 2e division  |       |

- Haut – A
- B
- C
- D
- E
- F
- G
- H
- I
- J
- K
- L
- M
- N
- O
- P
- Q
- R
- S
- T
- U
- V
- W
- X
- Y
- Z

### R
| Nom                                              | Métier | Division     | Photo |
| ------------------------------------------------ | --- | ------------ | ----- |
| François Just Marie Raynouard (1761-1836)        | auteur, avocat, philologue | 8e division  |       |
| Gabrielle Charlotte Réju dite Réjane (1856-1920) | actrice, enterrée avec notamment Jacqueline Porel et François Périer, Marc Porel et sa fille Bérangère de Lagâtinerie, tous acteurs et à qui elle est apparentée | 8e division  |       |
| Madeleine Renaud (1900-1994)                     | actrice, enterrée avec son époux l'acteur Jean-Louis Barrault | 3e division  |       |
| Marcel Renault (1872-1903)                       | industriel automobile | 3e division  |       |
| Thierry Roland (1937-2012)                       | journaliste sportif | 5e division  |       |
| Maurice Rostand (1891-1968)                      | écrivain | 10e division |       |
| Ernest Rouart (1874-1942)                        | peintre | 12e division |       |
| Henry Roujon (1853-1914)                         | de l'Académie française | 14e division |       |
| Constantin Rozanoff (1905-1954)                  | colonel, pilote d'essais | 10e division |       |
| Jacques-Émile Ruhlmann (1879-1933)               | décorateur et ensemblier français | 13e division |       |

- Haut – A
- B
- C
- D
- E
- F
- G
- H
- I
- J
- K
- L
- M
- N
- O
- P
- Q
- R
- S
- T
- U
- V
- W
- X
- Y
- Z

### S
| Nom                          | Métier                                                       | Division     | Photo |
| ---------------------------- | ------------------------------------------------------------ | ------------ | ----- |
| Lysius Salomon (1815-1888)   | chef d'État, président d'Haïti                               | 7e division  |       |
| Jeanne Samary (1857-1890)    | comédienne de théâtre                                        | 6e division  |       |
| Rita Sangalli (1848-1909)    | danseuse et chorégraphe devenue baronne Marc de Saint-Pierre | 13e division |       |
| Ernest Seillière (1866-1955) | écrivain et journaliste                                      | 2e division  |       |
| Pierre Sergent (1926-1992)   | officier, homme politique et auteur                          | ?            |       |
| Alain de Sérigny (1912-1986) | homme de presse                                              | 9e division  |       |
| Jean Servais (1912-1976)     | acteur                                                       | 8e division  |       |
| André Siegfried (1875-1959)  | écrivain                                                     | 11e division |       |

- Haut – A
- B
- C
- D
- E
- F
- G
- H
- I
- J
- K
- L
- M
- N
- O
- P
- Q
- R
- S
- T
- U
- V
- W
- X
- Y
- Z

### T
| Nom                                     | Métier                                                                                      | Division                                        | Photo |
| --------------------------------------- | ------------------------------------------------------------------------------------------- | ----------------------------------------------- | ----- |
| Roger Taillibert (1926-2019)            | architecte                                                                                  | 2e division                                     |       |
| Pierre-Christian Taittinger (1926-2009) | homme politique                                                                             | 12e division                                    |       |
| Haroun Tazieff (1914-1998)              | volcanologue                                                                                | 11e division                                    |       |
| Charles Tellier (1828-1913)             | industriel du froid                                                                         | 5e division                                     |       |
| Sidney Gilchrist Thomas (1850-1885)     | ingénieur anglais                                                                           | 11e division à six tombes de Marie Bashkirtseff |       |
| Famille de Talleyrand-Périgord          | famille éteinte de la noblesse française d'extraction chevaleresque, originaire du Périgord |                                                 |       |
| Gabriel Thomas (1854-1932)              | financier                                                                                   |                                                 |       |

- Haut – A
- B
- C
- D
- E
- F
- G
- H
- I
- J
- K
- L
- M
- N
- O
- P
- Q
- R
- S
- T
- U
- V
- W
- X
- Y
- Z

### V
| Nom                            | Métier                                          | Division      | Photo |
| ------------------------------ | ----------------------------------------------- | ------------- | ----- |
| Marie Ventura (1888-1954)      | actrice, sociétaire de la Comédie-Française     | 10e division  |       |
| Albert Vêque (1878-1965)       | architecte                                      | 10e division  |       |
| Pierre Véry (1900-1960)        | écrivain et scénariste français                 | (10e division |       |
| Gérard de Villiers (1929-2013) | journaliste et écrivain, auteur de la série SAS | 10e division  |       |
| Renée Vivien (1877-1909)       | écrivaine et poétesse                           | 13e division  |       |
| Léon Volterra (1888-1949)      | producteur et directeur de théâtre              | 11e division  |       |

- Haut – A
- B
- C
- D
- E
- F
- G
- H
- I
- J
- K
- L
- M
- N
- O
- P
- Q
- R
- S
- T
- U
- V
- W
- X
- Y
- Z

### W
| Nom                             | Métier                                      | Division                  | Photo |
| ------------------------------- | ------------------------------------------- | ------------------------- | ----- |
| Louis de Wecker (1832-1906)     | chevalier et baron de Wecker, ophtalmologue | Tombe disparue            |       |
| Pearl White (1889-1938)         | actrice américaine du cinéma muet           | 13e division partie haute |       |
| Jean-Pierre Wimille (1908-1949) | pilote automobile                           | 10e division              |       |

- Haut – A
- B
- C
- D
- E
- F
- G
- H
- I
- J
- K
- L
- M
- N
- O
- P
- Q
- R
- S
- T
- U
- V
- W
- X
- Y
- Z

## Dans la culture
- Les deux derniers chapitres du roman Une page d'amour (1878), écrit par Émile Zola, se déroulent dans le cimetière.
- Des scènes du film L'Homme fidèle, réalisé par Louis Garrel en 2018, ont été tournées dans le cimetière.